# Dehnberg
Dehnberg ist ein Gemeindeteil der Stadt Lauf an der Pegnitz im Landkreis Nürnberger Land (Mittelfranken, Bayern). Die Gemarkung Dehnberg hat eine Fläche von 4,391 km². Sie ist in 859 Flurstücke aufgeteilt, die eine durchschnittliche Flurstücksfläche von 5112,01 m² haben. In ihr liegen neben dem namensgebenden Ort die Gemeindeteile Egelsee und Höflas und die Ziegelhütte.

## Lage
Das Kirchdorf liegt, etwas abgeschieden, etwa drei Kilometer nördlich von Lauf, auf einem heute unbewaldeten Höhenrücken. Dessen ursprüngliche Bezeichnung „Temmelberg“ (Tannenberg) wurde zum Namensgeber des Dorfes.

## Geschichte
Mit dem Gemeindeedikt (frühes 19. Jahrhundert) entstand die Ruralgemeinde Dehnberg, zu der Egelsee, Höflas und Ziegelhütte gehörten. Die Gemeinde unterstand in Verwaltung und Gerichtsbarkeit dem Landgericht Lauf. Mit der kommunalen Gebietsreform erfolgte am 1. Januar 1977 die Eingemeindung in die Stadt Lauf an der Pegnitz.
Überregionale Bekanntheit erlangte der Ort durch das in einem alten Bauernhof eingerichtete Dehnberger Hoftheater.